# Église San Tommaso in Parione
L'église San Tommaso in Parione (en français « église Saint-Thomas-à-Parione ») est une église romaine située dans le rione de Parione.

## Historique
Les origines de l'église remontent au moins au XIIe siècle avec sa consacration sous ce nom par le pape Innocent II en 1139 comme l'atteste la pierre commémorative datant de cette époque évoquant la liste des reliques alors allouées au lieu. Le 23 mai 1551, Philippe Néri est ordonné prêtre dans cette église. En 1582, elle est reconstruite sur les plans de Francesco da Volterra.
San Tommaso in Parione est devenue église nationale d'Éthiopie, et les offices sont célébrés selon le rite éthiopien.

## Architecture et ornementations
L'église possède trois nefs.

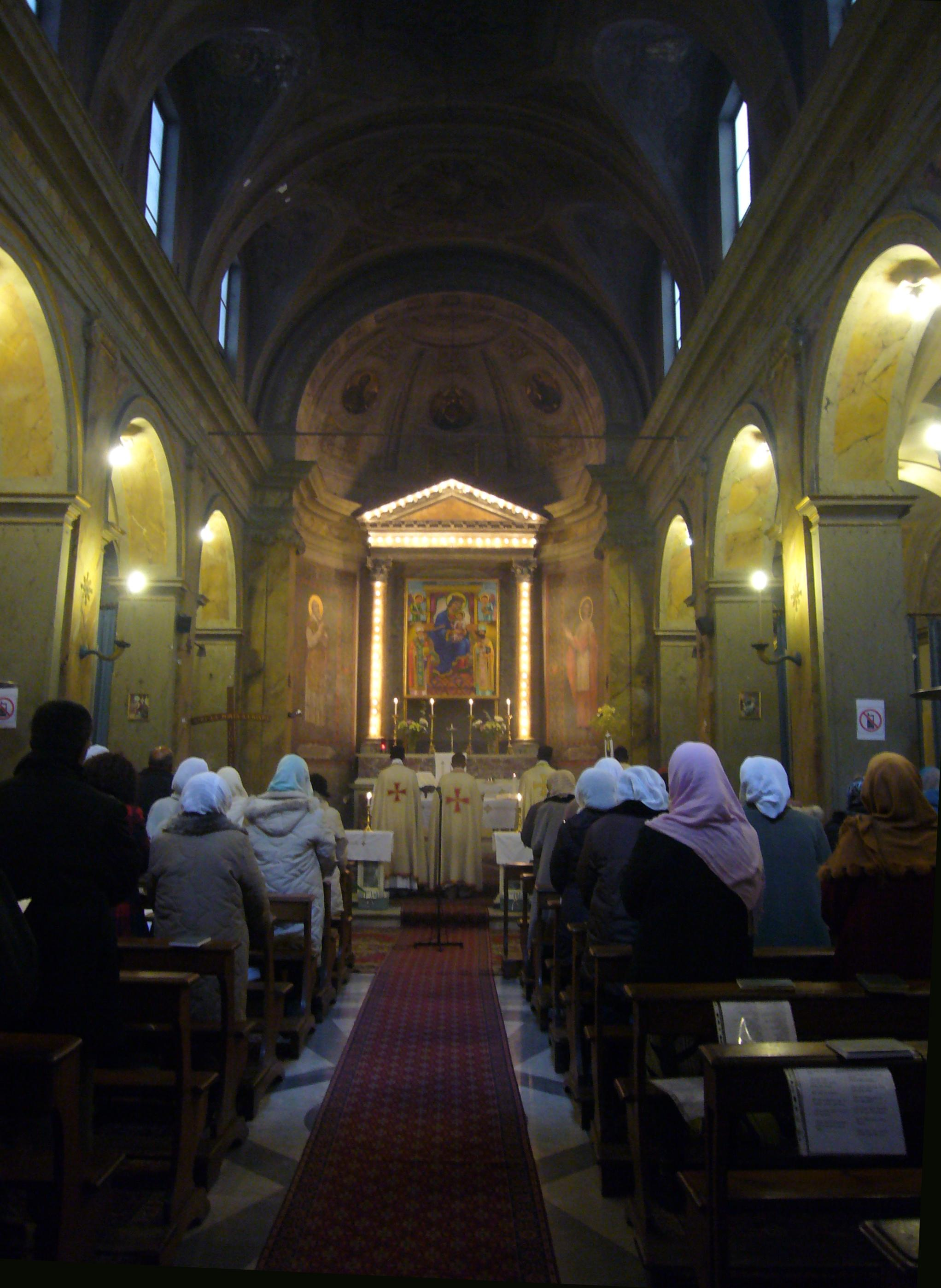
Intérieur de l'église